# 笋岗街道
笋岗街道，是中华人民共和国广东省深圳市罗湖区下辖的一个乡镇级行政单位。名称取自街道内的城中村——笋岗村。原为深圳市两大仓库聚集地之一，笋岗站及附属设施均坐落于此。

## 地名起源
笋岗一词，起源于“笋岗村”
笋岗村始建于元末明初，由何氏先祖何真开基而成。因笋岗建村时，村后山冈有大片竹林，雨后春笋破土而出，遍布山冈，故取名笋冈（岗）。

## 行政区划
笋岗街道下辖以下地区：
田贝社区、北站社区、洪湖社区、笋岗社区、田心社区、梨园社区、笋西社区和湖景社区。